# Keresley
Keresley är en ort och civil parish i Coventry i Storbritannien. Den ligger i grevskapet West Midlands och riksdelen England, i den södra delen av landet, 140 km nordväst om huvudstaden London. Keresley ligger 124 meter över havet och antalet invånare är 2 432.
Terrängen runt Keresley är platt. Runt Keresley är det mycket tätbefolkat, med 1 573 invånare per kvadratkilometer. Närmaste större samhälle är Coventry, 5,2 km söder om Keresley. Trakten runt Keresley består till största delen av jordbruksmark.